# Acaena cylindristachya
Acaena cylindristachya es una especie de planta del género Acaena, perteneciente a la familia Rosaceae.

## Taxonomía
Acaena cylindristachya fue descrita por Ruiz y Pav. en 1798.

## Distribución
Se encuentra en el territorio de Bolivia, Colombia y Perú.